# José Doreste
José Luis Doreste Blanco  (Las Palmas de Gran Canaria, 18 oktober 1956) is een Spaans zeiler.
Doreste nam vijfmaal deel aan de Olympische Zomerspelen en behaalde in 1988 de gouden medaille in de finn. Doreste werd tweemaal wereldkampioen in de star en eenmaal in de finn.
Doreste zijn broer Luis is tweevoudig olympisch kampioen zeilen.

## Resultaten

### Wereldkampioenschappen
| Jaar | Plaats            | Resultaten |
| ---- | ----------------- | ---------- |
| 1977 | Palamós           | finn       |
| 1982 | Medemblik         | star       |
| 1983 | Marina del Rey    | star       |
| 1986 | Palma de Mallorca | finn       |
| 1987 | Kiel              | finn       |
| 1993 | Kiel              | 7e star    |
| 1994 | San Diego         | 13e star   |
| 1995 | Laredo            | 25e star   |
| 1996 | Rio de Janeiro    | 8e star    |

### Olympische Zomerspelen
| Jaar | Plaats      | Resultaten |
| ---- | ----------- | ---------- |
| 1976 | Montreal    | 12e finn   |
| 1980 | Moskou      | 17e finn   |
| 1984 | Los Angeles | 7e star    |
| 1988 | Seoel       | finn       |
| 1996 | Atlanta     | 7e star    |

1952: Paul Elvstrøm ·
1956: Paul Elvstrøm ·
1960: Paul Elvstrøm ·
1964: Wilhelm Kuhweide ·
1968: Valentin Mankin ·
1972: Serge Maury ·
1976: Jochen Schümann ·
1980: Esko Rechardt ·
1984: Russell Coutts ·
1988: José Doreste ·
1992: José van der Ploeg ·
1996: Mateusz Kusznierewicz ·
2000: Iain Percy ·
2004: Ben Ainslie ·
2008: Ben Ainslie ·
2012: Ben Ainslie ·
2016: Giles Scott ·
2020: Giles Scott